# Sean Malone
Sean Malone (Delran, 12 aprile 1970 – 9 dicembre 2020) è stato un musicista, bassista e teorico della musica statunitense.

## Biografia
Bassista fortemente eclettico, nonostante la sua vocazione iniziale puramente death metal, suonò in un gran numero di contesti diversi, dal latin jazz al britpop. Entrato come bassista nei Cynic, nel 1993 pubblicò con loro l'album di debutto Focus, promosso dal relativo tour. Dopo lo scioglimento della band, Malone registrò l'album da solista Cortlandt, ristampato successivamente nel 2007.
Dopo il conseguimento del titolo di dottore di ricerca all'Università della Florida, insegnò teoria musicale all'Università del Missouri. Pubblicò tre libri didattici: Music theory for Bassists, Dictionary for Bass Grooves, e A Portrait of Jaco: The Solos Collection (una raccolta di sue trascrizioni di soli di Jaco Pastorius). Il suo materiale didattico relativo alla teoria ed alla conoscenza musicale fu presentato alla Society for Music Theory e alla The Glenn Could Conference.
Negli anni successivi fondò i Gordian Knot, pubblicando due album, e collaborò con svariati artisti, passando dagli OSI, ai Roadrunner United fino agli Spiral Architect. Nel 2008 ritornò nei Cynic (riformatisi due anni prima), registrando il secondo album Traced in Air, uscito a 15 anni di distanza da Focus.
Il 9 dicembre 2020 Malone è morto suicida all'età di 50 anni. Secondo il collega Paul Masvidal, l'artista stava attraversando da mesi un periodo difficile a causa della morte della madre e di Sean Reinert.

## Discografia

### Da solista
- 1996 – Cortlandt

### Con i Cynic
- 1993 – Focus
- 2008 – Traced in Air
- 2014 – Kindly Bent to Free Us

### Con i Gordian Knot
- 1999 – Gordian Knot
- 2003 – Emergent

### Apparizioni
- After the Storm - A Benefit for the Surivors of Hurricane Katrina, NEARfest Records
- Roadrunner Records 25th Anniversary CD/DVD
- OSI: Office of Strategic Influence
- Aghora: Code666
- Sensory Records Sampler CD: “Singularity” from Gordian Knot
- Spiral Architect: A Sceptic's Universe – The Laser's Edge Records
- Clockwork: Surface Tension – The Laser's Edge Records
- Anomaly: The Art of War Now and Then Records
- Tappistry Volume 2 Compilation - ToeTappin' Records "Redemption's Way"
- Open Mic Volume 1  Compilation - Thoroughbred Music "Madman"
- Bass Talk Volume 5  Compilation - HotWire Records (Germany) "Deep Blue"
- Working Man, A Tribute to Rush - Magna Carta Records
- Tappistry: Volume 1, Compilation  ToeTappin' Records
- Jim Studnicki: The Second Day
- Guitars That Rule the World Compilation: “Explosion”
- Curtis Bell: The ABC's of Song
- Southeastern Music Conference Compilation: Todd Grubbs "French Toast"
- Randy Goodgame: Randall Goodgame - Red Fish Records
- Notes From the Underground: Guitar World Magazine
- Lance Rowland: Prince, Poet, Prisoner (independent)
- Guitar Magazine Compilation CD: "Size 5 Lightning Boots"
- Curtis Bell: Sojourner- Independent
- Robert Wegmann: Red Hair- Fumiko Records
- John Wesley: The Closing of the Pale Blue Eyes CNR/Arcade Records (France)
- Tim Mullally: Mountain Hike (independent)
- Roadrunner United: The All-Star Sessions - Roadrunner Records
- John Wesley: Under the Red and White Sky
- Todd Grubbs: Combination- Appollon International (Japan)
- Steel Tears: Palma Negra R&R Records
- Southeastern Music Conference Compilation, Steel Tears
- Smashmouth: Seed (independent)
- Robert Wegmann: The Wild Party-Fumiko Records
- groovediggers: groovediggers
- Steel Tears: Steel Tears-R&R Records